# After You've Gone (lied)
"After You've Gone" is een populair lied dat in 1918 werd gecomponeerd door Turner Layton, met tekst van Henry Creamer. Het is opgenomen door Marion Harris op 22 juli 1918 en uitgebracht door het platenlabel Victor. Het is de basis voor vele andere jazznummers, omdat er zo goed kan worden op geïmproviseerd. Het is tevens het themalied voor de BBC-sitcom After You've Gone.

## Bekende opnames
- Marion Harris (1918)
- Henry Burr & Albert Campbell (1918)
- Billy Murray & Gladys Rice (1919)
- Bessie Smith (1927)
- Sophie Tucker (1927)
- Louis Armstrong (1929)
- Red Nichols met Jack Teagarden (1930)
- Fats Waller & Benny Payne (1930)
- Paul Whiteman (1930)
- Duke Ellington (1933)
- Django Reinhardt/Stephane Grappelli (1934, 1949)
- Benny Goodman (1935)
- Coleman Hawkins (1935)
- Judy Garland (1936)
- Roy Eldridge (1937)
- Lionel Hampton (1937)
- Quintette du Hot Club de France (1937)
- Sidney Bechet (1943)
- Al Jolson (1946)
- Art Tatum (1953)
- Frankie Laine (1953)
- Cal Tjader (1954)
- Dinah Washington (1958)
- Johnny Hartman (1959)
- Ella Fitzgerald - Rhythm Is My Business (1962)
- Rita Reys (1963)
- Nina Simone (1974)
- Frank Sinatra - L.A. Is My Lady (1984)
- Rufus Wainwright & Lorna Luft - Rufus Does Judy at Carnegie Hall (2007)
- Jamie Cullum (2007)
- Leland Palmer, Ann Reinking en Erzsebet Foldi - van de film "All That Jazz" (1979)
- Biréli Lagrène (2006)
- Jessy Carolina (2013) voor het computerspel BioShock Infinite.